# 生态多样性
生態系統多樣性（英語：Ecosystem diversity），可指一个地區的生態系統層次上的多樣性，或一个生物圈中的各種生態系统。此詞語和生物多樣性不同，生物多樣性是指是生物或物種變化的程度，不一定是指生態系統。

## 範例
以下是一些具有多样性的生态系统：
- 荒漠
- 森林
- 大型海洋生態系統（英语：Large marine ecosystem）
- 海洋生態系統
- 原始森林
- 雨林
- 凍土層
- 珊瑚礁